# غريغ (كاتب)

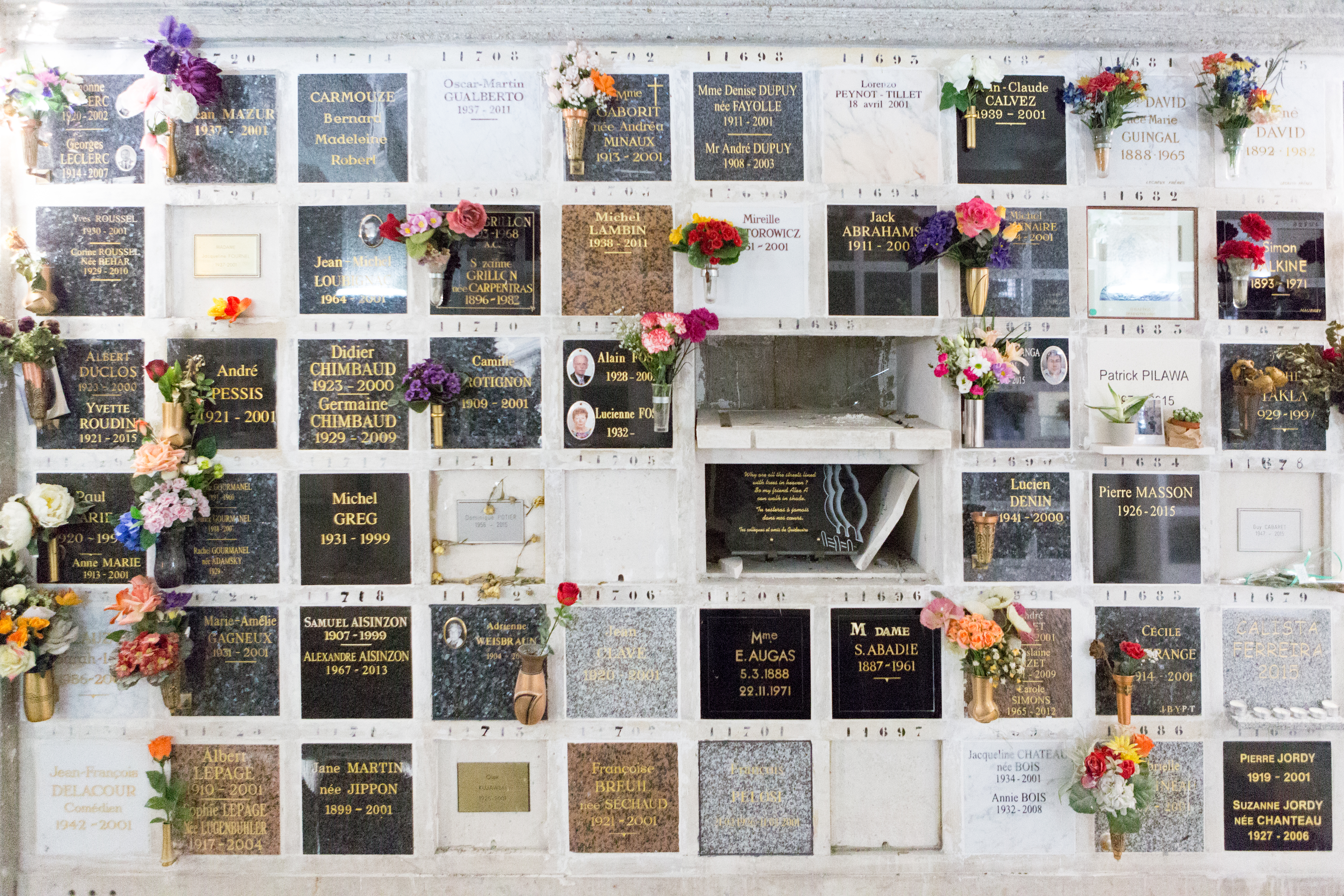
مقبرة بير لاشيز

غريغ (بالفرنسية: Greg) (و. 1931 – 1999 م) هو كاتب قصص مصورة، وكاتب سيناريو، وكاتب، من فرنسا، ولد في إيكسل، توفي في باريس، عن عمر يناهز 68 عاماً.

## مناصب وهيئات
أدار سبيرو (مجلة).

## جوائز
حصل على جوائز منها:
- وسام الفنون والآداب الفرنسي.

## وصلات خارجية
- غريغ على موقع IMDb (الإنجليزية)
- غريغ على موقع ألو سيني (الفرنسية)
- غريغ على موقع قاعدة بيانات الفيلم (الإنجليزية)
- غريغ على موقع كينوبويسك (الروسية)